# بهوانه
بهوانه (به انگلیسی: Bhawana) یک شهر در پاکستان است که در ناحیه چنیوت واقع شده‌است. بهوانه ۴۰ کیلومتر مربع مساحت و ۶۵٬۰۰۰ نفر جمعیت دارد و ۱۵۷ متر بالاتر از سطح دریا واقع شده‌است.